# Pycnomerus ghanensis
Pycnomerus ghanensis es una especie de coleóptero de la familia Zopheridae.

## Distribución geográfica
Habita en Ghana.